# Shahdadpur
Shahdadpur es una localidad de Pakistán, en la provincia de Sindh.

## Demografía
Según estimación 2010 contaba con 74477 habitantes.